# Capralba
Capralba (Cavralba in dialetto cremasco) è un comune italiano di 2 285 abitanti della provincia di Cremona, in Lombardia, a nord della provincia.

## Geografia fisica

### Territorio
Sul territorio è presente un elevato numero di fontanili.
Nel territorio comunale è presente il Parco dei Fontanili di Capralba.

## Storia
Capralba è una località di origine medievale, da sempre appartenente al territorio cremasco.
In età napoleonica (1809-16) furono aggregati a Capralba i comuni di Campagnola, Campisico e Farinate, ridivenuti autonomi con la costituzione del Regno Lombardo-Veneto. Campisico fu poi aggregata definitivamente nel 1819.
Nel 1868 al comune di Capralba venne aggregato il soppresso comune di Farinate.

### Simboli
Lo stemma e il gonfalone sono stati concessi con DPR del 7 febbraio 2002.

## Società

### Evoluzione demografica
Abitanti censiti

### Etnie e minoranze straniere
Al 31 dicembre 2020 i cittadini stranieri sono 94. L'unica comunità nazionale numericamente significativa è quella rumena, con 29 cittadini.

## Geografia antropica

### Frazioni
Il territorio comunale comprende il capoluogo e le frazioni di Farinate, Campisico di sopra e Campisico di sotto.

## Infrastrutture e trasporti

### Strade
Il territorio è attraversato dalle seguenti strade provinciali:
- CR SP 12 Crema-Capralba
- CR SP 80 Pianengo-Cremosano

### Ferrovie
Il centro cittadino e l'adiacente frazione di Farinate sono serviti dalla stazione di Capralba, lungo la ferrovia Treviglio-Cremona. La stazione fu inaugurata nel 1914 su richiesta della popolazione; fino a quel momento i treni che percorrevano la linea non effettuavano fermata nel territorio comunale.
La stazione è servita dai treni regionali di Trenord in servizio sulla tratta Treviglio–Cremona, con frequenza oraria. Nelle fasce di punta sono presenti alcune corse aggiuntive e alcune corse prolungate oltre il capolinea di Treviglio, con destinazione Milano Porta Garibaldi o Milano Certosa e con fermate intermedie a Milano Lambrate e Milano Villapizzone.

## Amministrazione
Elenco dei sindaci dal 1970 ad oggi.
| Periodo | Periodo   | Primo cittadino    | Partito              | Carica  | Note |
| ------- | --------- | ------------------ | -------------------- | ------- | ---- |
| 1970    | 1975      | Bruno Severgnini   |                      | Sindaco |      |
| 1975    | 1980      | Romano Fiorentini  |                      | Sindaco |      |
| 1980    | 1985      | Giovanni Ogliari   | Democrazia Cristiana | Sindaco |      |
| 1985    | 1990      | Giovanni Ogliari   | Democrazia Cristiana | Sindaco |      |
| 1990    | 1995      | Gian Carlo Soldati | Democrazia Cristiana | Sindaco |      |
| 1995    | 1999      | Gian Carlo Soldati | sinistra             | Sindaco |      |
| 1999    | 2004      | Gian Carlo Soldati | sinistra             | Sindaco |      |
| 2004    | 2009      | Pierluigi Lanzeni  | lista civica         | Sindaco |      |
| 2009    | 2014      | Pierluigi Lanzeni  | lista civica         | Sindaco |      |
| 2014    | 2019      | Gian Carlo Soldati | lista civica         | Sindaco |      |
| 2019    | 2024      | Damiano Cattaneo   | lista civica         | Sindaco |      |
| 2024    | in carica | Damiano Cattaneo   | lista civica         | Sindaco |      |

## Galleria d'immagini

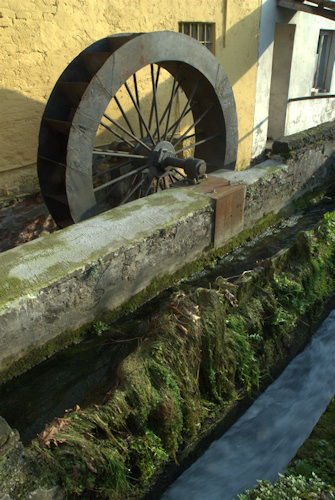
Un mulino lungo la roggia Rino, nell'abitato di Capralba
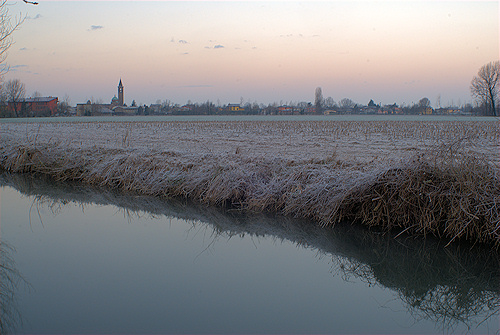
La roggia Rino ripresa a monte dell'abitato di Capralba
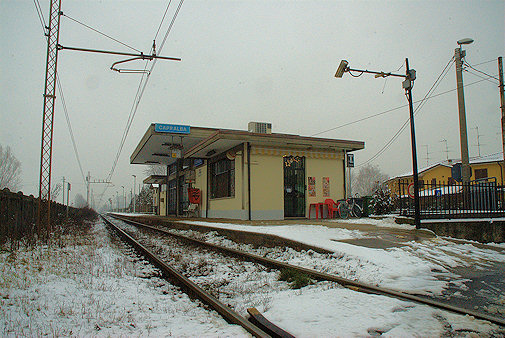
La stazione di Capralba